# Бела на Цирохи
Бела на Цирохи (слч. Belá nad Cirochou) насељено је мјесто са административним статусом сеоске општине (слч. obec) у округу Сњина, у Прешовском крају, Словачка Република.

## Становништво
| Година:    | 1994. | 2004.   | 2014.   | 2024.   |
| ---------- | ----- | ------- | ------- | ------- |
| Број људи: | 3165  | 3318    | 3348    | 3279    |
| Разлика:   |       | +4,83 % | +0,90 % | -2,06 % |

| Година:    | 2023. | 2024.   |
| ---------- | ----- | ------- |
| Број људи: | 3303  | 3279    |
| Разлика:   |       | -0,72 % |

Према подацима о броју становника из 2024. године насеље је имало 3279 становника.